# Jackie Evancho
Jackie Evancho, właśc. Jacqueline Marie Evancho (ur. 9 kwietnia 2000 w Pittsburghu) – amerykańska wokalistka wykonująca muzykę classical crossover. Karierę rozpoczęła w wieku 9 lat, a znana szerszej publiczności stała się w 2010 roku za sprawą udziału w amerykańskiej edycji programu Mam talent!, w którym zajęła drugie miejsce. Od 2009 roku wydała sześć albumów studyjnych, z czego jeden otrzymał platynową płytę, co uczyniło ją najmłodszą artystką, której album osiągnął ten status. Została odnotowana także w księdze rekordów Guinnessa jako najmłodsza osoba, której trzy albumy osiągnęły szczyt amerykańskiej listy sprzedaży.

## Życiorys

### Wczesne lata (2000-2009)

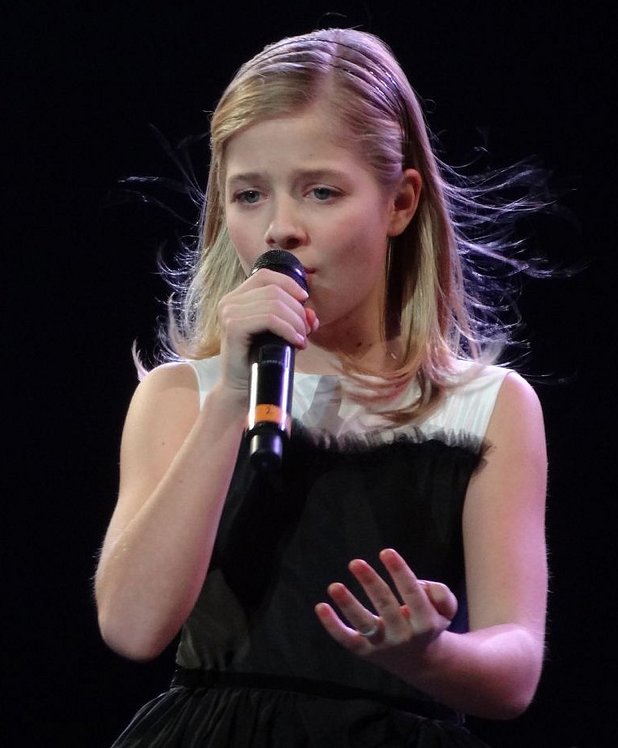
Jackie na koncercie Davida Fostera, 29 grudnia 2011

Jackie przyszła na świat w katolickiej rodzinie Lisy i Michaela Evancho. Jest jednym z czworga dzieci małżeństwa Evancho. Jej ojciec jest polskiego, słowackiego i ukraińskiego pochodzenia (jej pradziadkiem był Joseph Evancho [Iwanko] a prababką Elżbieta Anna Figulska, która była córką Józefa Figulskiego i Marcjanny Lewandowskiej), a matka niemieckiego i włoskiego. Jej ojciec prowadził małą firmę zajmującą się dystrybucją kamer przemysłowych, którą zamknął po sukcesie córki w America’s Got Talent. Jackie uczęszczała do Eden Hall Upper Elementary School.
Jackie zainteresowała się śpiewem w wieku 8 lat, po obejrzeniu filmowej wersji musicalu „Upiór w operze”. Jej rodzice przyznali później, że nie uważali głosu Jackie za wyjątkowy aż do momentu, gdy ich córka wzięła udział w lokalnym konkursie talentów w 2008 roku. Po tym wydarzeniu rodzice Jackie posłali ją na kurs wokalny. Wkrótce Evancho zaczęła regularnie występować na lokalnych wydarzeniach kulturalnych. W styczniu 2009 wzięła udział w 15. edycji U.S.A. World Showcase Talent Competition w Las Vegas, gdzie zajęła drugie miejsce.

### Początki kariery, pierwsza płyta i America’s Got Talent (2009-2010)
W 2009 roku na młodą wokalistkę zwrócił uwagę producent muzyczny David Foster, który wcześniej pracował z gwiazdami takimi jak Mariah Carey, Whitney Houston czy Madonna. Po tym jak wysłała mu nagranie wideo swojego występu, Evancho została wybrana do udziału w konkursie talentów – Hitman Talent Search Contest. Zajęła w nim drugie miejsce.
W listopadzie 2009 Evancho wydała swój debiutancki niezależny album Prelude to a Dream, na którym znalazło się 14 coverów, głównie operowych standardów. Po występie Jackie w America’s Got Talent album znalazł się na 121. miejscu na liście Billboard 200 i drugim miejscu na liście Billboard Classical Album Chart. Po miesiącu od występu album został wycofany ze sprzedaży. Jako powód decyzji rodzice Jackie podali poczynione przez młodą artystkę postępy wokalne.
Po dwóch wcześniejszych nieudanych próbach Jackie zakwalifikowała się do udziału w amerykańskim talent-show – America’s Got Talent. W sezonie piątym w ramach eksperymentu tradycyjną formę przesłuchań zastąpiono głosowaniem przez widzów na filmy z nagranymi występami umieszczanymi na stronie programu. Film Evancho zdobył najwięcej głosów, w związku z czym wygrała ona rodzinną wycieczkę do Universal Studios Florida. 10 sierpnia 2010 Jackie wystąpiła w programie na żywo, wykonując utwór O mio babbino caro. Jej występ spotkał się z aprobatą publiczności, która nagrodziła ją owacjami na stojąco. Po występie pojawiło się wiele komentarzy oskarżających producentów programu o oszustwo i użycie playbacku. Aby zdementować te plotki, następnego dnia podczas ogłaszania wyników jeden z jurorów poprosił Evancho o zaśpiewanie „czegoś” a cappella. Evancho zademonstrowała swoje możliwości, wykonując krótkie ćwiczenie głosowe, co prowadzący program skomentował „Tak, to twój głos”.
31 sierpnia 2010 Jackie w półfinale programu wykonała utwór Time to Say Goodbye i awansowała do kolejnego etapu. 7 września w odcinku Top 10 wykonała utwór Pie Jesu z „Requiem” Andrew Lloyd Webbera. Wykonanie to zapewniło jej udział w finale. W finale, który odbył się 14 września, wykonała Gounodowską wersję Ave Maria J.S. Bacha, a następnie w duecie z Sarah Brightman ponownie Time to Say Goodbye. Ostatecznie zajęła drugie miejsce, za wokalistą Michaelem Grimmem.
23 września 2010 udzieliła swojego pierwszego wywiadu Jayowi Leno w jego programie. Następnie wzięła udział w trasie koncertowej America’s Got Talent, dając w sumie 10 występów. 8 października 2010 Jackie podpisała kontrakt z wytwórnią Syco i Columbia Records.

### O Holy NightiDream with Me(2010-2011)
16 listopada 2010 miała miejsce premiera EP-ki zatytułowanej O Holy Night. Została wydana nakładem wytwórni Columbia Records. Album zadebiutował na drugim miejscu listy Billboard 200. Evancho stała się najmłodszą artystką, której wydawnictwo zadebiutowało z pozycją w pierwszej dziesiątce amerykańskiej listy. Album zdobył również pierwszą pozycję na liście Billboars’s Classical Albums chart. Album już tydzień po premierze osiągnął nakład 239 000 kopii. 10 grudnia 2010 uzyskał status platynowej płyty.
19 października Evancho wykonała utwór Pie Jesu w programie Oprah Winfrey Show. 30 listopada w duecie z Katherine Jenkins wykonała kolędę Cicha noc w programie świątecznym NBC. 9 grudnia wystąpiła przed prezydentem Barackiem Obamą, wykonując pastorałkę O Holy Night w czasie uroczystości zapalenia choinki przed Białym Domem. 25 maja 2011 wykonała utwór Over the Rainbow podczas jubileuszowej gali Oprah.
14 czerwca 2011 miała miejsce premiera drugiego studyjnego albumu wokalistki zatytułowanego Dream with Me. Wydawnictwo ukazało się nakładem wytwórni Sony Music i Syco. Album zadebiutował na drugim miejscu listy Billboard 200 i otrzymał status złotej płyty. W Wielkiej Brytanii zadebiutował na 5. miejscu listy sprzedaży, co uczyniło ją najmłodszą artystką, która zadebiutowała w pierwszej piątce tej listy. Na płycie znalazło się 12 coverów (w tym dwa duety: z Barbrą Streisand w utworze Silence oraz z Susan Boyle w piosence  A Mother's Prayer) oraz dwie oryginalne kompozycje.
W lipcu 2011 Evancho, w celu promocji albumu, wyruszyła w swoją pierwszą solową trasę Dream With Me Tour, dając 17 koncertów na terenie Stanów Zjednoczonych oraz jeden w Japonii.
We wrześniu tego roku ponownie wystąpiła w America’s Got Talent jako gość podczas odcinka finałowego, gdzie wykonała utwór Nessun dorma. W międzyczasie nagrała duet z Tonym Bennettem w piosence When You Wish upon a Star, która znalazła się na specjalnej edycji jego albumu Duets II.

### Heavenly ChristmasiSongs from the Silver Screen(od 2011 roku)

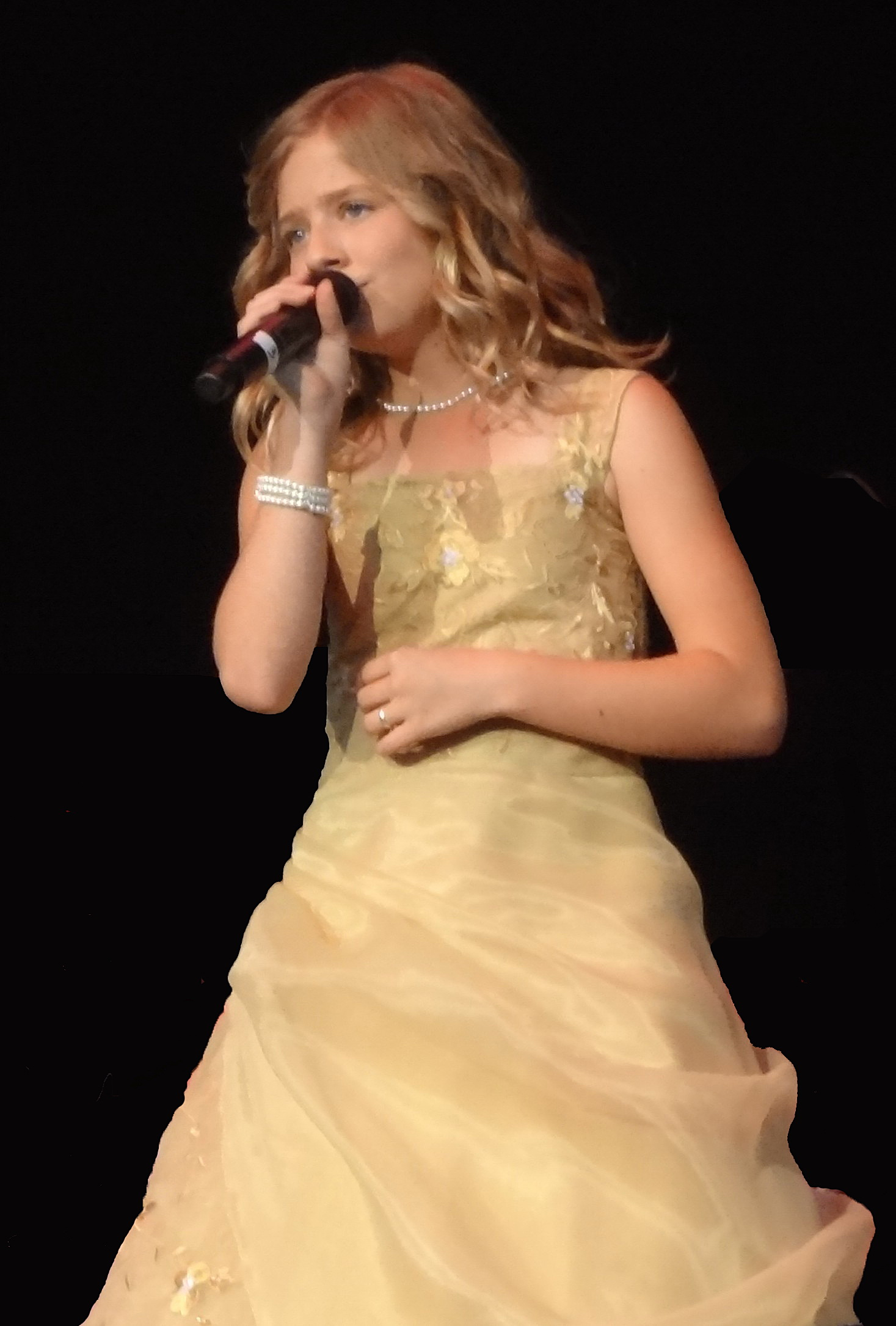
Evancho w czasie występu w 2012

W listopadzie 2011 roku miała miejsce premiera trzeciego albumu studyjnego pt. Heavenly Christmas. Na płycie znalazło się 10 utworów, głównie kolęd. Album zadebiutował na pierwszym miejscu listy Billboard’s Classical Album chart oraz trzecim na świątecznej liście przebojów magazynu Billboard. Ponownie jak w wypadku poprzednich albumów Heavenly Christmas było promowane występami Jackie w wielu amerykańskich programach telewizyjnych oraz krótką trasą koncertową, na którą złożyły się trzy występy.
11 stycznia 2012 dała w Tokio koncert z okazji ponownego otwarcia sali koncertowej Bunkamura. Towarzyszyła jej Tokijska Orkiestra Filharmoniczna. Jej występ oglądała japońska rodzina cesarska. 18 sierpnia wystąpiła na zorganizowanym w Hiroszimie koncercie Peace for World. 24 października wystąpiła z towarzyszeniem Dallas Symphony Orchestra z okazji obchodów otwarcia Klyde Warren Park.
2 października 2012 roku wydano czwarty album Evancho zatytułowany Songs from Silver Screen. Na albumie znalazło się 12 piosenek znanych z popularnych filmów. Wyboru repertuaru dokonał producent albumu i dyrygent orkiestry towarzyszącej Jackie – William Ross. W utworze I See the Light z filmu Zaplątani Jackie towarzyszył jej brat – Jacob Evancho. Album zadebiutował na 7. miejscu listy Billboard 200. Jeszcze przed premierą płyty w sierpniu 2012 ruszyła trasa promująca album Songs from the Silver Screen Tour, w ramach której odbyły się 23 koncerty.
22 marca 2013 wystąpiła na gali z okazji Światowym Dniem Wody w Las Vegas. 20 kwietnia wystąpiła na Tajwanie z José Carrerasem.

## Styl muzyczny
Evancho od początku swojej kariery pozostaje w repertuarze popularnym (utwory musicalowe, poularne standardy), śpiewa też niektóre utwory klasyczne. Jej głos określany jest przez krytyków jako bardzo dojrzały. Chwalono ją również za dojrzałe interpretacje i duży nacisk na frazowanie.

## Inna działalność
Jackie jest ambasadorką jednej z akcji fundacji Humane Society of the United States, której celem jest zachęcanie dzieci do dbania o zwierzęta.
W 2012 została twarzą kolekcji ubrań dziecięcych Guess KIDS.
20 stycznia 2017 śpiewała hymn USA na inauguracji prezydenta Trumpa, gdy dojrzali muzycy solidarnie zbojkotowali zaproszenie.

### Film
Wystąpiła gościnnie w filmie Dziewczyna z ekstraklasy. W 2011 zagrała samą siebie w jednym z odcinków serialu Czarodzieje z Waverly Place, gdzie wykonała pieśń America the Beautiful. W 2012 zagrała epizodyczną rolę w amerykańskim thrillerze The Company You Keep.

## Dyskografia
- 2009: Prelude to a Dream
- 2010: O Holy Night
- 2011: Dream with Me
- 2011: Heavenly Christmas
- 2012: Songs from the Silver Screen
- 2014: Awakening
- 2016: Someday at Christmas
- 2017: Two Hearts
- 2019: The Debut